# Matthew Baldwin
Matthew D. Baldwin (26 februari 1986) is een Engelse golfprofessional. Sinds 2012 speelt hij op de Europese PGA Tour. Hij is de kleinzoon van rugby-speler Ron Ryder.

## Amateur
Baldwin was captain van het nationale jeugdteam. Hij komt uit Southport, net als Tommy Fleetwood.

### Teams
- Jacques Leglise Trophy: 2004 (winnaars)

## Professional
Baldwin werd in 2008 professional. Zijn belangen worden behartigd door ISM.
In 2009 speelde hij op de Alps Tour waar hij zes keer in de top-10 eindigde en nummer 23 werd op de rangorde. In 2010 speelde hij ook enkele toernooien op de Europese Challenge Tour. Hij eindigde op de 82ste plaats en verdiende een spelerskaart voor seizoen 2011. In oktober 2011 won hij bij het Spaans Challenge Open de play-off van Julien Guerrier en verdiende hij genoeg om als nummer 10 op de Order of Merit te eindigen en naar de Europese Tour te promoveren. 

### Gewonnen
Challenge Tour
- 2011: Fred Olsen Challenge de España (-21)